# Glochidion pitcairnense
Espèce
Synonymes
- Glochidion pitcairnense (F.Br.) H.St.John[2]
- Glochidion taitense var. pitcairnense F.Br.[2]

Statut de conservation UICN

 VU D2 : Vulnérable
Glochidion pitcairnense est une espèce de plantes à fleurs de la famille des Phyllanthaceae.

## Publication originale
- Transactions of the Royal Society of New Zealand 1: 187. 1962.